# Margaret Agnew Blennerhassett
Margaret Agnew Blennerhassett – poetka amerykańska.

## Życiorys
Margaret Agnew Blennerhassett urodziła się prawdopodobnie w 1771 w Anglia. Była córką Roberta Agnewa, gubernatora wyspy Man i wnuczką generała Jamesa Tannera Agnewa, który zginął w bitwie pod Germantown w czasie wojny o niepodległość Stanów Zjednoczonych. Była gruntownie wykształcona. Znała języki obce. Mówiła biegle po włosku, francusku i niemiecku. Interesowała się literaturą i dobre się orientowała w literaturze angielskiej, francuskiej, hiszpańskiej i niemieckiej. Wyszła za mąż za Harmana Blennerhassetta (1764 - 1831), który był jej wujem. W 1796 razem z nim przybyła do Ameryki. Miała sześcioro dzieci. Była wysoka, silna i uchodziła za piękność. W 1805 przywiozła z Filadelfii szczepionkę przeciwko ospie i zaaplikowała ją dzieciom swoim i sąsiadów. Zmarła w ubóstwie w 1842. W 1996 została powtórnie pochowana na Blennerhassett Island. 

## Twórczość
Margaret Agnew Blennerhassett jest autorką tomów The Deserted Isle (1822) i The Widow of the Rock, and Other Poems. (1824). Książki te zostały wydane anonimowo. Na stronie tytułowej zamiast nazwiska autora podano tylko by a Lady, wskazując arystokratyczne pochodzenie poetki. Do najważniejszych dzieł autorki należą poematy The Widow of the Rock i A Negro’s Benevolence. Do znanych liryków zalicza się też wiersz Soliloquy of Sappho before Precipitating Herself from the Rock of Leucadia, naśladowany z francuskiego utworu Charles’a Alberta Demoustiera.